# Franz Monse
Franz Xaver Monse (ur. 11 lipca 1882 w Międzylesiu, zm. 24 lutego 1962 w Bad Rothenfelde) – niemiecki duchowny katolicki, wielki dziekan kłodzki i wikariusz generalny archidiecezji praskiej w Prusach od 1938.

## Życiorys
Pochodził z rodziny krawieckiej. Studiował teologię na Uniwersytecie Wrocławskim we Wrocławiu. Święcenia kapłańskie otrzymał w 1906 w katedrze św. Jana Chrzciciela. Pracował potem jako wikariusz w parafiach na terenie ziemi kłodzkiej. W 1921 został proboszczem kłodzkim. Utworzył dla swojej liczącej 24-tysiące wspólnoty – parafialny „Caritas” oraz dokonał renowacji kościoła Wniebowzięcia Najświętszej Maryi Panny. W 1935 został kanonikiem honorowym Ojca Świętego.
W 1938 powołano go na urząd wielkiego dziekana i wikariusza generalnego oraz kanonika wrocławskiego z prawem noszenia infuły, pastorału i krzyża na piersi oraz uczestniczenia w fuldajskiej konferencji biskupów. W 1940 otrzymał godność protonotariusza apostolskiego.
Po przejęciu Kłodzka przez Polskę w 1945 przez rok sprawował jeszcze funkcję proboszcza kłodzkiego, po czym opuścił miasto w jednym z ostatnich transportów ludności niemieckiej na zachód. Osiedlił się w Telgte w Westfalii. Poprzez pielgrzymki do tej miejscowości starał się integrować byłych mieszkańców hrabstwa. 
Zmarł w 1962 w Bad Rothenfelde, w powiecie Osnabrück.